# 飯曽村
飯曽村（いいそむら）は、昭和31年（1956年）まで福島県相馬郡西部にあった村。現在の飯舘村飯樋・比曽・長泥・蕨平・臼石・二枚橋・須萱・関根・前田・松塚にあたる。

## 地理
- 河川：新田川、飯樋川、比曽川
- 山岳：戦山、疣石山、花塚山、大火山、三峰山、無垢路岐山、三郷森

## 歴史
- 明治22年（1889年）4月1日 - 町村制施行にともない、飯樋村と比曽村が合併して行方郡飯曽村が発足。石橋村と組合村を形成。
- 明治29年（1896年）4月1日 - 行方郡と宇多郡が合併して相馬郡が発足。相馬郡飯曽村となる。
- 昭和17年（1942年）4月1日 - 石橋村と合併し、改めて飯曽村が発足。
- 昭和31年（1956年）9月30日 - 大舘村と合併し、飯舘村となる。

## 行政
- 歴代村長

飯曽・石橋組合村長
| 代 | 氏名       | 就任                     | 退任                      | 備考 |
| -- | ---------- | ------------------------ | ------------------------- | ---- |
| 1  | 門馬有造   | 明治22年（1889年）       |                           |      |
| 2  | 星利康     | 明治30年（1897年）       |                           |      |
| 3  | 池田維春   | 明治34年（1901年）       |                           |      |
| 4  | 甲斐清朗   | 明治36年（1903年）       |                           |      |
| 5  | 門馬有造   | 明治39年（1906年）       |                           | 再任 |
| 6  | 赤石沢八郎 | 大正8年（1919年）        |                           |      |
| 7  | 斎藤至範   | 大正12年（1923年）       |                           |      |
| 8  | 佐藤明充   | 昭和2年（1927年）        |                           |      |
| 9  | 宇佐美祐忠 | 昭和4年（1929年）        |                           |      |
| 10 | 今野確造   | 昭和8年（1932年）        |                           |      |
| 11 | 村田末治   | 昭和12年（1937年）       |                           |      |
| 12 | 今野確造   | 昭和15年（1940年）5月6日 | 昭和17年（1942年）3月31日 | 再任 |

飯曽村長
| 代 | 氏名     | 就任                      | 退任                      | 備考             |
| -- | -------- | ------------------------- | ------------------------- | ---------------- |
| 1  | 今野確造 | 昭和17年（1942年）4月1日  |                           | 組合村長より留任 |
| 2  | 星吉雄   | 昭和22年（1947年）4月10日 |                           |                  |
| 3  | 今野確造 | 昭和29年（1954年）10月1日 | 昭和31年（1956年）9月29日 | 再任             |

## 地域

### 人口
石橋村編入以前
| 1920年 | 2,172人 |  |
| 1925年 | 2,334人 |  |
| 1930年 | 2,528人 |  |
| 1935年 | 2,781人 |  |
| 1940年 | 2,982人 |  |

石橋村編入以後
| 1947年 | 4,882人 |  |
| 1950年 | 5,254人 |  |
| 1955年 | 5,575人 |  |

※国勢調査による

### 教育
- 飯曽村立飯曽第一小学校
  - 飯曽村立飯曽第一小学校比曽分校
  - 飯曽村立飯曽第一小学校長泥分校
  - 飯曽村立飯曽第一小学校蕨平分校
- 飯曽村立飯曽第二小学校
- 飯曽村立飯曽中学校
  - 飯曽村立飯曽中学校蕨平分校